# Permafrost (album)
Permafrost, Music for hibernation is een studioalbum van Stephen Parsick uit 2010.
De muziek kwam tot stand dankzij de inspiratie van de relatief strenge winter 2009-2010 in Duitsland (woonplaats van Parsick). Duitsland heeft echter geen permafrost, maar Parsick, die regelmatig vakantie houdt in Zeeland, zag het al gebeuren, een permanente grond van ijs voor zijn deur. Dat kwam mede doordat de winter na een korte opbloei van lente weer terugkwam, waarbij de temperatuur terugliep tot 20 C onder nul. De bevriezing van rivieren en meren kwam Parisck wel goed uit; het registreerde het gekraak van ijs door contactmicrofoons; ook liet hij geluid door ijs “stromen”. 
Permafrost klinkt aan de ene kant licht, zeker gezien de eerdere ambientalbums die Stephen leverde. Toch wordt deze lichte ambient af en toe behoorlijk onheilspellend, terugverwijzend naar het gekraak en geschuur van ijs en de daarbij ondergrondse verschuivingen. Vooral track 4 laat een muzikale versie verschuiving van twee ijsplaten tegenover elkaar horen, waarbij het uiteindelijke resultaat over 20 minuten steeds verder wegebt.  

## Musici
- Stephen Parsick – synthesizers, elektronica

## Muziek
| Nr. | Titel  | Duur  |
| --- | ------ | ----- |
| 1.  | Deel 1 | 14:07 |
| 2.  | Deel 2 | 14:33 |
| 3.  | Deel 3 | 13:25 |
| 4.  | Deel 4 | 19:45 |
| 5.  | Deel 5 | 14:07 |

De compact disc verscheen niet in een beperkte oplage zoals eerder bij deze artiest het geval, maar wordt op speciaal verzoek aangemaakt.
Van Permafrost bestaat ook een drie-uur-versie, die alleen via download te koop is. Beide zijn een uittreksel van het eerste plan om een negen uur durend project te maken.